# エイトケン (小惑星)
エイトケン（英語：3070 Aitken）は、小惑星帯の小惑星である。ゲーテ・リンク天文台で行なわれたインディアナ小惑星計画で発見された。
二重星の体系的調査を行った、アメリカ合衆国の天文学者、ロバート・グラント・エイトケンに因んで命名された。